# Język chunzybski
Język chunzybski (także: chunzalski, nachadzki; ros. гунзибский, гунзельский, хунзальский язык, także: нахадский язык; nazwa własna Hunzibi) – jeden z niewielkich języków kaukaskich, używany przez ok. 1400 osób w południowym Dagestanie i Gruzji. Język chunzybski należy do języków didojskich w zespole awaro-didojskim, tworzącym podgrupę wśród języków dagestańskich w grupie północno-wschodniej (nachsko-dagestańskiej) języków kaukaskich. Chunzybski jest blisko spokrewniony z językiem kapuczyńskim (beżtyjskim). Istnieją spory odnośnie do statusu chunzybskiego w ramach języków didojskich. Niektórzy badacze uważają go za odrębny język, inni zaś tylko za dialekt.
Językiem chunzybskim posługuje się ludność w trzech niewielkich wioskach w południowodagestańskim okręgach cuntyjskim. Nazwa języka i grupy etnicznej pochodzi od nazwy wsi Chunzib. Inna, spotykana w literaturze nazwa tego języka, język nachadzki, pochodzi od nazwy wsi, w którym jest on używany (Nachada). W języku chunzybskim nie wyróżnia się dialektów, istnieją tylko niewielkie różnice w fonetyce między językiem używanym we wsiach Chunzyb i Nachad.
Dane, mówiące o liczbie osób posługujących się tym językiem nie są zbyt dokładne, ponieważ w dużej mierze opierały się na szacunkach. Według statystyk w 1926 r. języka tego używało zaledwie 105 osób. W późniejszym czasie użytkownicy chunzybskiego uznawani byli za odłam Awarów i tak też zapisywani podczas kolejnych spisów powszechnych. Szacunki z lat 1958 oraz 1967 mówiły o ok. 600 użytkownikach języka, dane, podawane za rok 1995 donosiły o ok. 2 tys., natomiast według spisu powszechnego, przeprowadzonego na terenie Federacji Rosyjskiej w 2000 r. liczba osób posługujących się tym językiem wynosi 1 tys. osób.
Język chunzybski nie wykształcił piśmiennictwa. Jest używany wyłącznie w sytuacjach nieformalnych, w domu, wśród przyjaciół. W charakterze języka literackiego używany jest język awarski, jako największy język literacki Dagestanu. Wśród ludności rozpowszechniony jest także rosyjski, jako język urzędowy Federacji Rosyjskiej. Awarski i rosyjski służą jako języki edukacji i środki komunikacji ponadlokalnej. Chunzybski jest zdecydowanie zagrożony wymarciem.  
Ze względu na historię tego języka widoczne są wpływy tureckiego, arabskiego, awarskiego, gruzińskiego oraz rosyjskiego. Chunzybski znajduje się też pod wpływem języka beżtyjskiego.  
Chunzybski jest językiem ergatywnym.

## Dźwięki

### Spółgłoski
W języku chunzybskim występuje 35 spółgłosek.
|                    |              | dwuwargowe | przedniojęzykowe-dziąsłowe | przedniojęzykowe-dziąsłowe | podniebienne | miękkopodniebienne | języczkowe | faryngalne | krtaniowe |
| central            | lateral      | dwuwargowe |                            |                            | podniebienne | miękkopodniebienne | języczkowe | faryngalne | krtaniowe |
| ------------------ | ------------ | ---------- | -------------------------- | -------------------------- | ------------ | ------------------ | ---------- | ---------- | --------- |
| nosowe             | nosowe       | m          | n                          |                            |              |                    |            |            |           |
| zwarte             | bezdźwięczne | p          | t                          |                            |              | k                  | q          |            | ʔ         |
| zwarte             | dźwięczne    | b          | d                          |                            |              | ɡ                  |            |            |           |
| zwarte             | ejektywne    | pʼ         | tʼ                         |                            |              | kʼ                 | qʼ         |            |           |
| zwarto-szczelinowe | bezdźwięczne |            | t͡s                         | t͡ɬ                         | t͡ʃ           |                    |            |            |           |
| zwarto-szczelinowe | ejektywne    |            | t͡sʼ                        | t͡ɬʼ                        | t͡ʃʼ          |                    |            |            |           |
| szczelinowe        | bezdźwięczne |            | s                          | ɬ                          | ʃ            | x                  | χ          | ħ          | h         |
| szczelinowe        | dźwięczne    |            | z                          |                            | ʒ            |                    | ʁ          | ʕ          |           |
| drżące             | drżące       |            | r                          |                            |              |                    |            |            |           |
| aproksymanty       | aproksymanty |            |                            | l                          | j            | w                  |            |            |           |

### Samogłoski
Samogłoski w chunzybskim mogą być krótkie, długie lub nosowe.
|                | przednie | centralne | tylne |
| -------------- | -------- | --------- | ----- |
| przymknięte    | i        | ɨ         | u     |
| półprzymknięte | e        | ə         | o     |
| otwarte        |          | a         | ɑ     |